# Исикари (фрегат)
«Исикари» (яп. ゆうばり) — фрегат, стоявший на вооружений Морских сил самообороны Японии, на основе которого были построены фрегаты типа «Юбари». По японской классификации является эскортным кораблём. Данный корабль был первым японским фрегатом с УРО.

## История
Эсминцы типа «Исикари» создавались для замены эсминцев типа Chikugo в составе японских военно морских сил, обладавших по состоянию на конец 70-х годов недостаточными возможностями по противодействию атомным подводным лодкам вероятного противника. По новой классификации японского ВМФ «Исикари» сначала получи обозначение PCE (Patrol Coastal ships, Escort, англ. — корабль охраны прибрежной зоны, эскортный), но после было решено вернуться к прежней — эскортный эсминец.
Не существует общепринятой международной классификации боевых и вспомогательных судов. Военно-морские силы различных стран мира по-разному понимают задачи, стоящие как перед собственными кораблями, так и перед кораблями вероятного противника, соответственно, отличаются и подходы к классификации. Так, например, перспективный эсминец УРО Зумвалт ВМФ США почти в 1,5 раза превосходит по водоизмещению корабли более высокого класса российские крейсера проекта 1164 Атлант, а авианосец ВМФ Италии Джузеппе Гарибальди почти в 2 раза уступает по водоизмещению представителям более низкого класса российским крейсерам проекта 1144 «Орлан». Похожая ситуация сложилась и в классификации кораблей японского флота. Эсминцы/фрегаты (в зависимости от источника) типа «Исикари» имеют меньшее полное водоизмещение, чем российские корветы проекта 20380. Классификация «эскортный эсминец» является официальной в японских ВМС.

## Конструкция
Силовая установка «Исикари» состоит из газовой турбины Rolls-Royce Olympus TM-3B производства Kawasaki Heavy Industries и дизельного двигателя Kawaksaki 6DRV 35/44 разработки TRDI совмещенных по типу CODOG. Подобные системы широко используются на современных боевых кораблях. Высокоэкономичный дизельный двигатель предназначен для так называемого «экономического» хода с малой скоростью на большие расстояния. В боевых условиях, при необходимости увеличения скорости, может быть использована высокоэнергетическая газовая турбина.

На «Исикари» отсутствует специальный радар, предназначенный для работы по воздушным целям. Функция поиска низколетящих воздушных целей возложена на противокорабельный радар OPS-28 и на систему наведения ЗАК FCS-2. Корабль оснащен БИУС OYQ-5 и системой внешней связи Link-14.